# Agustín Jesús Barreiro
Agustín Jesús Barreiro Martínez (Cangas del Narcea, 22 de noviembre de 1865-Madrid, 25 de marzo de 1937) fue un religioso y naturalista español.

## Biografía
En 1880 ingresó en el seminario de la Orden de San Agustín de  Valladolid y posteriormente en los seminarios de La Vid (Burgos) y El Escorial (Madrid). En 1889 fue enviado a Filipinas, donde en 1890 fue ordenado y ejerció el sacerdocio en la región de Pampanga. En 1894 volvió a la Península y se licenció en ciencias físico-naturales en la Universidad de Madrid en 1902.
De 1902 a 1905 fue director del Colegio de Uclés, y fue profesor de historia natural en el Colegio-Seminario de su orden. Catedrático auxiliar de zoología, mineralogía y botánica de la Universidad de Valladolid. Se doctoró en 1909 en Madrid y se clasificó la colección de madréporas de Filipinas y otros moluscos en el Museo Nacional de Ciencias Naturales. De 1912 a 1914 clasificó a los octocorallia del Laboratorio de Biología Marina de Santander. 
En 1919 presentó en la Asociación Española para el Progreso de las Ciencias en Bilbao la Gorgonia Martinezii originaria de Panamá y la que puso este nombre en honor de quien la recogió en la expedición al Pacífico de 1862, Francisco de Paula Martínez y Sáez. Compiló la documentación de la expedición científica española al Pacífico de 1862-1865, siendo fundador y presidente de la Asociación Nacional de Historiadores de la Ciencia Española, así como miembro de la Real Sociedad Geográfica de España y de la Real Sociedad Española de Historia Natural. En 1927 ingresó en la Real Academia de Ciencias Exactas, Físicas y Naturales. La guerra civil española le sorprendió en Madrid, se refugió en una embajada en donde falleció.

## Obras
- Historia de la Comisión Científica en el Pacífico (1862-1865)
- Estudio de algunos alcionarios de las madres Cantábrico y Mediterráneo
- El origen de la raza indígena de las Islas Carolinas
- Estudio de la raza malayopolinesia desde el punto de vista de su lenguaje